# Монсерат Кабайе
Монсерат Кабайе (с цяло име: Мария де Монсерат Вивиана Консепсион Кабайе и Фолк, на каталонски: María de Montserrat Viviana Concepción Caballé i Folch) е испанска певица (сопран) от автономната област Каталония. Прочута е със своето белканто и интерпретациите си на роли от Росини, Белини и Доницети.

## Начало на кариерата
Кабайе е родена в Барселона. Там, след като завършва Консерваторията в класа на Еугения Кемени, печели златен медал. През 1957 дебютира на оперната сцена с ролята на Мими от операта „Бохеми“. През 1960-61 тя пее за Бременската опера, където значително разширява репертоара си. През 1962 се завръща в Барселона и дебютира в „Арабела“ от Рихард Щраус.
През 1964 г. тя се омъжва за певеца Бернабе Марти. През 1966 г. ражда син – Бернабе, а през 1972 г. – дъщеря, Монсерат (днес е оперно сопрано).

## Успех и слава
Пробивът на Кабайе на международната сцена е през 1965, когато ѝ се налага да замества временно неразположената Мерилин Хорн. Тогава в Карнеги Хол, Ню Йорк, пее в полусценичен вариант на операта „Лукреция Борджия“ от Доницети. Осъзнавайки, че трябва да научи ролята си за по-малко от месец и че това ще бъде първата ѝ възможност да покаже своето белканто, тя дава всичко от себе си на концерта. Изпълнението ѝ става сензация за света на операта. Ден след това вестник „Ню Йорк Таймс“ пише: „Калас + Тебалди = Кабайе“. По-късно същата година Кабайе дебютира на сцената на Глиндебърн в „Кавалерът на розата“, а малко след това и в Метрополитън опера в ролята на Маргарита от „Фауст“. През декември 1965 се завръща в Карнеги Хол за втората си белканто роля – изпълнява кралица Елизабет в преоткритата опера „Роберто Деверьо“. През 1966 дебютира във флорентинската опера в „Трубадур“ от Верди, а през следващата година – в „Пиратът“ от Белини. През 1969 прави фурор с ролята си на Елизабета („Дон Карлос“) на Арена ди Верона, заедно с Пласидо Доминго и Пиеро Капучили. На тази сцена тя влудява събралата се 10-хилядна публика с последния тон от вокалната ѝ партия, който тя успява да задържи повече от 20 такта след финалните акорди на оркестъра. В същия период тя прави и един от най-значимите си рецитали – отново във Верона, на сцената на Театро Корало.
През 1970 прави отлагания си дълго време дебют в Ла Скала (изпълнява Лукреция Борджия), а през 1972 – в Ковънт гардън (като Виолета от „Травиата“ на Верди). През 1974 Кабайе достига апогея на кариерата си с множество удивителни представления – „Аида“ (през януари), „Сицилианска вечерня“ и „Парижанката“ (през март), „Норма“ (през юли), всички изпълнени в едни от най-големите оперни театри – Ла Скала, Болшой театър и др. В края на същата година ѝ откриват злокачествено образувание – тумор в стомаха. След успешна операция, на следващата година тя отново е на сцена в ролята на Норма.

## Късна кариера
Като резултат от любовта на Кабайе към рок музиката е дуетната ѝ песен с Фреди Меркюри – „Barcelona“, включена в дуетния им албум със същото име. Сингълът се превръща в химн на Летните олимпийски игри от 1992, проведени в Барселона. Песента става хит и влиза на челните места на класациите за поп музика в Европа. Песента е изпълнявана много пъти с огромен успех – заедно с Меркюри я изпълняват в най-големия нощен клуб в света – Privilege, на остров Ибиса. Записът е използван за направата на клип. През 1999 Кабайе изпълнява песента на финала на Шампионската лига на стадиона Ноу Камп. Гласът на Меркюри е пуснат на запис, защото и до днес Кабайе отказва да пее песента в дует с друг изпълнител.
Кабайе се посвещава и на благотворителната дейност. Тя е посланик на ЮНЕСКО и основава фондация за подпомагане на нуждаещи се деца в Барселона.
Няма признаци, по които да се съди, че Кабайе се е уморила от сценичните си прояви. Тя продължава да бъде заета, изучавайки нови роли. През 2002 дебютира като Катерин от операта „Хенри VIII“ на Сен-Санс, а през 2004 за пръв път изпълнява главната роля в „Клеопатра“ от Жул Масне. Тя продължава да бъде все така заета с рецитали и концерти, предимно в Германия и Испания, през 2007 участва в представления на Виенската опера. През 2008 участва в концерти, посветени на Олимпийските игри в Пекин, а през февруари 2008 участва в откриването на нова концертна зала в Днепропетровск, Украйна.
В Сарагоса, Испания, се провежда конкурс, носещ нейното име, където има и майсторски класове, водени от Монсерат Кабайе.

## Измама и укриване на данъци
През декември 2015 г. съдът в испанския град Барселона осъжда Монсерат Кабайе на шест месеца затвор за измама. Певицата като физическо лице е обвинена в неплащане на данъци в испанската хазна през 2010 г. Кабайе формално се водела за жител на Андора, което ѝ позволило да не плаща данъци в Испания. Прокуратурата обаче установила, че певицата използвала своето фиктивно „пребиваване“ в Андора с единствената цел да избегне плащането на данъци, като всъщност постоянно е живяла в Барселона.
Певицата признава вината си. В залата на съда тя не присъства лично, а показанията си дава чрез видеовръзка, позовавайки се на влошеното си здраве. Освен това Кабайе трябва да плати глоба в размер на 254 231 евро. Певицата също така не ще може да получава държавна помощ в продължение на 1,5 години и ще плати още 72 хил. евро като лихва върху просрочените задължения.

## Проблеми със здравето и смърт
В средата на септември 2018 г. Кабайе постъпва в една от болниците на Барселона заради проблеми с жлъчката или пикочния мехур.
На 6 октомври 2018 г. Кабайе умира на 85 години. Представител на болницата е казал на агенция Асошиейтед прес, че причината за смъртта на оперната звезда няма да се огласи по молба на семейството на Монсерат Кабайе, но според пресата причината е инфекция на жлъчката.